# Gert Petersen
Gert Petersen (ur. 19 sierpnia 1927, zm. 1 stycznia 2009) – duński dziennikarz i polityk. W młodości należał do młodzieżówki Narodowosocjalistycznej Robotniczej Partii Danii, po niespełna roku diametralnie zmienił poglądy, stając się członkiem antynazistowskiego ruchu oporu. Po II wojnie światowej działał w Komunistycznej Partii Danii. Po rozłamie w tejże, spowodowanej różnicą poglądów na sprawę interwencji wojsk Układu Warszawskiego na Węgrzech w 1956, został członkiem Socjalistycznej Partii Ludowej, której przewodniczył w latach 1974–1991. W latach 1966–1998 był deputowanym duńskiego parlamentu.